# 山口輝臣
山口 輝臣（やまぐち てるおみ、1970年2月 - ）は、日本の歴史学者。東京大学教授。専門は日本近代政教関係史。神奈川県横浜市出身。

## 略歴
- 1988年3月 神奈川県立希望ケ丘高等学校
- 1992年3月 東京大学文学部卒業
- 1998年3月 東京大学大学院人文社会系研究科博士課程修了
- 1998年3月「明治国家と「宗教」」で文学博士
- 1998年4月 高知大学人文学部講師
- 2000年 高知大学人文学部助教授
- 2001年4月 九州大学大学院人文科学研究院准教授
- 2016年4月 東京大学大学院総合文化研究科准教授

## 著書

### 単著
- 『明治国家と宗教』（東京大学出版会、1999年）
- 『明治神宮の出現』（歴史文化ライブラリー、吉川弘文館、2005年 ISBN　9784642055857、オンデマンド版 2021年　ISBN　9784642755856）
- 『島地黙雷――「政教分離」をもたらした僧侶』（日本史リブレット、山川出版社、2013年）

### 編著
- 『日記に読む近代日本3　大正』（吉川弘文館、2012年）
- 『戦後史のなかの「国家神道」』（史学会シンポジウム叢書、山川出版社、2018年）
- 『はじめての明治史――東大駒場連続講義』（ちくまプリマー新書、筑摩書房、2018年）

### 共編著
- （三谷博）『19世紀日本の歴史―明治維新を考える』（放送大学教材、日本放送出版協会、2000年）
- （小倉慈司）『天皇の歴史 09―天皇と宗教』（講談社、2011年／講談社学術文庫、2018年）
- （小林和幸編）『明治史講義 テーマ篇』（ちくま新書、2018年）
- （小林和幸編）『明治史研究の最前線』（筑摩選書、2020年）
- （福家崇洋編）『思想史講義　大正篇』（ちくま新書、2022年）。全4巻
- （福家崇洋編）『思想史講義　明治篇Ⅰ』（ちくま新書、2022年）
- （福家崇洋編）『思想史講義　戦前昭和篇』（ちくま新書、2022年）
- （福家崇洋編）『思想史講義　明治篇Ⅱ』（ちくま新書、2023年）